# G.K. Butterfield
G.K. Butterfield, właśc. George Kenneth Butterfield Jr. (ur. 27 kwietnia 1947) – amerykański polityk, członek Partii Demokratycznej. W latach 2004–2022 był przedstawicielem pierwszego okręgu wyborczego w stanie Karolina Północna do Izby Reprezentantów Stanów Zjednoczonych.